# Стефания, наследная великая герцогиня Люксембурга
Стефания (Стефания Мария Клодина Кристина, фр. Stephanie Marie Claudine Christina, род. 18 февраля 1984, Ронсе, Восточная Фландрия) — жена наследного великого герцога Люксембургского Гийома.

## Биография
Графиня Стефания де Ланнуа родилась 18 февраля 1984 года в Ронсе, Восточная Фландрия. Является самой младшей из восьми детей графа Филиппа де Ланнуа (1922—2019) и Аликс делла Фай де Левергем (1941—2012). У неё есть четыре старших брата (Жан, Кристиан, Амори и Оливье) и три сестры (Натали, Гаэль и Изабель). Она росла в родовом имении Шато Анвенг.
Де Ланнуа — древнее бельгийское аристократическое семейство, получившее название в честь города Ланнуа в Северной Франции, находившегося во владении рода. Кроме того, де Ланнуа являются графами Священной Римской империи. Дед Стефании де Ланнуа был лордом-стюардом в бельгийском суде.

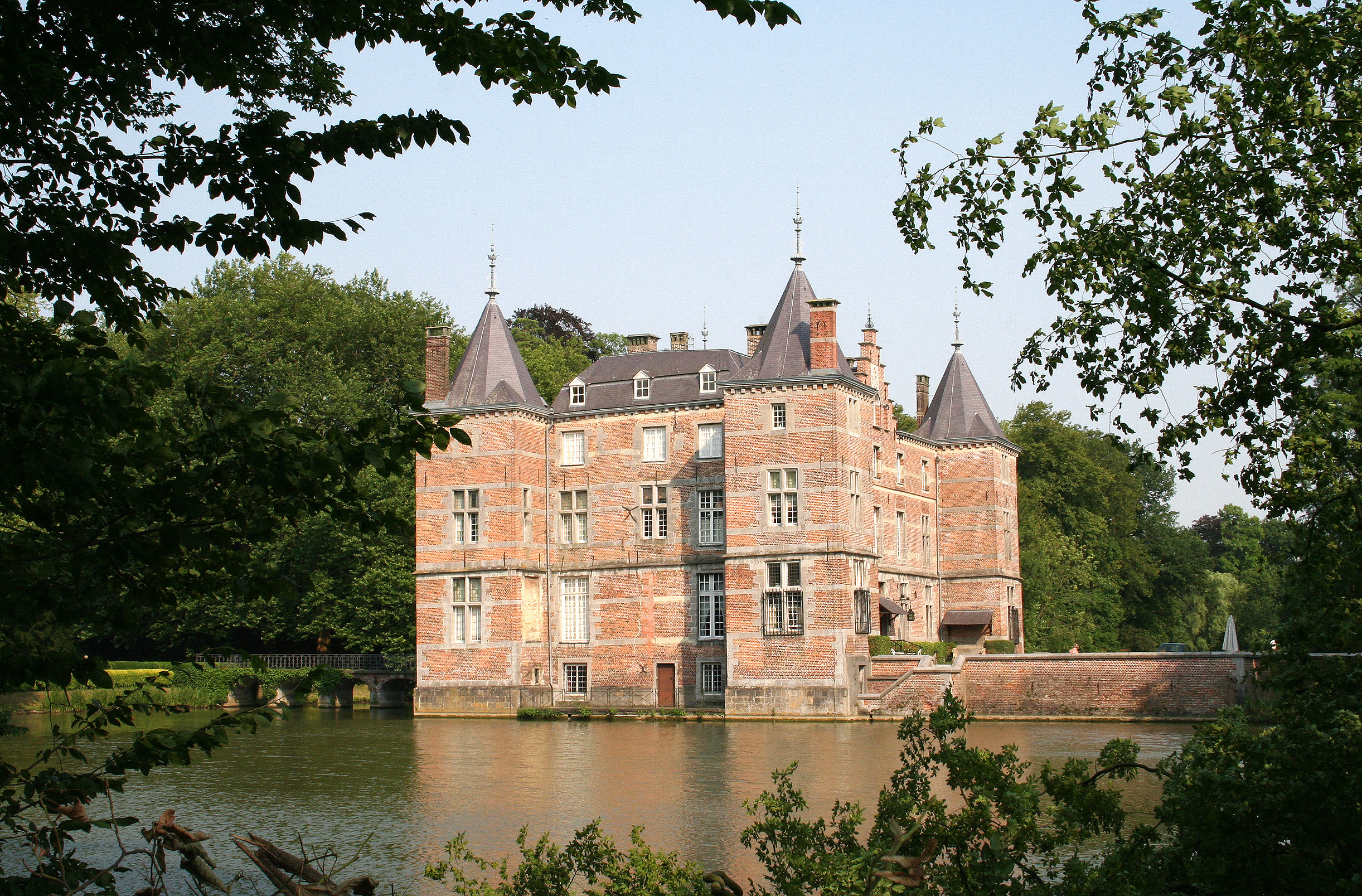
Шато Анвенг — родовое имение семьи Ланнуа.

Стефани начала обучение в нидерландоязычной школе Sancta Maria de Ronse, потом переехала во Францию, где некоторое время ходила в Collège Saint-Odile. Она закончила получать среднее образование в Institut de la Vierge Fidèle (пансион благородных девиц Smile) в Брюсселе, который закончила в 2002 году. После школы уехала на год в Москву для изучения русского языка, прослушала там курс о русской литературе. Она также обучалась игре на скрипкe. Графиня изучила немецкую филологию в Лувен-ла-Нёве и получила степень магистра в университете в Берлине. Темой магистерской диссертации было влияние немецкого романтизма на русский романтизм. Кроме французского, английского и нидерландского, она говорит на немецком и русском языках.
Проживание в Берлине завершилось интернатурой в L’Agence Wallone à l’Exportation в бельгийском посольстве. Начиная с возвращения в Бельгию, она работала в инвестиционной фирме. В это время она участвовала в поездках как доброволец различных молодёжных движений.

Монограмма Гийома и Стефании

Стефани интересуется классической музыкой, и имеет музыкальное образование, полученное в детстве. Она играет на скрипке и фортепьяно. Будучи подростком, развила интерес к литературе. Знания иностранных языков использует для чтения литературы на языке оригинала. Ей нравится плавать и кататься на лыжах.
26 апреля 2012 года было объявлено о помолвке наследного великого герцога Люксембурга Гийома и графини Стефании де Ланнуа. Гийом и Стефани знали друг друга в течение нескольких лет и встречались около двух лет. У пары имеется общий предок — Карл Мари Раймонд, 5-й герцог Аренберг.
10 октября 2012 года получила гражданство Люксембурга.
Свадьба состоялась 20 октября 2012 года. Мать Стефании, Аликс де Ланнуа, скоропостижно скончалась за полтора месяца до свадьбы. Из-за смерти матери под венец невеста, одетая в кремовое свадебное платье от ливанского дизайнера Эли Сааба, шла с двумя кольцами на руке, одно из которых было материнским, а сама церемония началась с минуты молчания в память об усопшей. После свадьбы Стефания получила титул Её Королевское высочество Наследная Великая герцогиня Люксембурга.
10 мая 2020 года у пары родился сын Шарль, который стал следующим наследником люксембургского престола после отца.
27 марта 2023 года в родильном доме имени великой герцогини Шарлотты в Люксембурге на свет появился второй сын. Принц получил имя Франсуа Анри Луи Мария Гийом. Вес новорождённого 3,575 кг и рост 53 см.